# Acrocormus fuscus
Acrocormus fuscus är en stekelart som beskrevs av Xiao och Huang 2001. Acrocormus fuscus ingår i släktet Acrocormus och familjen puppglanssteklar. Inga underarter finns listade i Catalogue of Life.